# San Antonio de los Ríos
San Antonio de los Ríos  es una localidad del estado mexicano de Aguascalientes. Es parte del municipio de San José de Gracia.

## Toponimia
El nombre «San Antonio» hace referencia al santo patrono de la localidad: Antonio de Padua.

## Demografía
| Gráfica de evolución demográfica |
|                                  |

| Censo | Población |
| ----- | --------- |
| 1950  | 225       |
| 1960  | 392       |
| 1970  | 443       |
| 1980  | 698       |
| 1990  | 858       |
| 2000  | 840       |
| 2010  | 1 043     |
| 2020  | 1 136     |